# Rhinolophus sinicus
Rhinolophus sinicus — вид рукокрилих родини Підковикові (Rhinolophidae).

## Поширення
Країни проживання: Китай, Індія, М'янма, Непал, В'єтнам. Записаний від 500 до 2769 м над рівнем моря. Зустрічається в лісах, сільськогосподарських угіддях, лаштує сідала колоніями або поодинці в печерах, старих закинутих тунелях, храмах, будинках, криницях та дуплах дерев.

## Загрози та охорона
Цей вид знаходиться під загрозою в частинах ареалу через вирубку лісів і перетворення земель для сільського господарства. Поки не відомо, чи вид присутній в будь-якій з охоронних територій